# Osman Achmatowicz (syn)
Osman Achmatowicz (ur. 20 grudnia 1931 w Wilnie) – polski profesor chemii organicznej. Specjalizuje się w chemii cukrów, stereochemii, syntezie enancjoselektywnej oraz nomenklaturze chemicznej. Syn Osmana Achmatowicza, także chemika-organika. Odkrywca reakcji Achmatowicza.

## Życiorys
W 1949 r. zdał maturę w I Państwowym Liceum i Gimnazjum im. Mikołaja Kopernika w Łodzi. W 1953 r. uzyskał tytuł inżyniera na Politechnice Łódzkiej, a w 1955 magistra na Politechnice Warszawskiej. Stopień naukowy doktora uzyskał na Uniwersytecie Warszawskim w 1961, habilitację obronił w 1967. Tytuł naukowy profesora otrzymał w 1985. Odbywał staże stypendialne w: National Research Council of Canada w Ottawie (1961–1963), Uniwersytecie Kalifornijskim w San Francisco (1963–1964), Queen’s University w Kanadzie (1973–1974). Zajmował także stanowisko profesora wizytującego na Uniwersytecie Wisconsin-Madison w latach 1986–1987. W latach 1991–2011 był sekretarzem Centralnej Komisji do Spraw Stopni i Tytułów.

## Wybrane publikacje
- Synthesis of Methyl 2;3-dideoxy-DL-hex-2-enopyranosides from furan compounds, 1970. Brak numerów stron w książce
- Partial asymmetric induction in ene reaction, 1972. Brak numerów stron w książce
- Kinetics and mechanism of the ene reaction of dimethyl mesoxalate with alkens, 1980. Brak numerów stron w książce
- Mechanism of demethyl mesoxalate -alkens ene reaction. Deuterium Kinetic Isotope effect, 1980. Brak numerów stron w książce
- Ene reaction of the active imino group. A novel synthesis of alfa-aminoacids, 1981. Brak numerów stron w książce